# Steven G. Clarke
Steven Gerard Clarke (* 19. November 1949 in Los Angeles) ist ein US-amerikanischer Biochemiker und Molekularbiologe.
Clarke studierte Chemie und Zoologie am Pomona College mit dem Bachelor-Abschluss 1970, forschte am Brain Research Institute der UCLA und an den Glynn Research Labs in Bodmin und wurde 1976 an der Harvard University in Biochemie und Molekularbiologie bei Guido Guidotti promoviert. 1976/78 war er Miller Fellow an der University of California, Berkeley bei  Daniel Koshland. 1978 wurde er Assistant Professor und 1987 Professor für Chemie und Biochemie an der University of California, Los Angeles (UCLA).
Er war Gastwissenschaftler an der Princeton University und der University of Washington.
Clarke forschte über molekulare Schäden an Proteinen und entdeckte neue molekulare Reparaturmechanismen über verschiedene Methyltransferasen (so die L-Isoaspartyl-Methyltransferase), über Biochemie des Gehirns und die Alzheimer-Krankheit.
1982 war er Alfred P. Sloan Research Fellow und er erhielt 2018 den William C. Rose Award. 1996 erhielt er den Ralph F. Hirschmann Award in Peptide Chemistry.